# DataStax
DataStax är ett amerikanskt IT-företag som distribuerar och stödjer en företagsversion av Apache Cassandra ett Apacheprojekt med öppen källkod. Cassandra är ett system för hantering av NoSQL-databaser med funktioner som skalbarhet, always on-tillgänglighet. DataStax affärsmodell fokuserar på försäljning av en företagsversion av Cassandra, som integreras med ytterligare verktyg och funktioner, som funktioner för analys, sökning, säkerhet, visuell övervakning och hantering, samt in-memory-funktionalitet.
Företaget grundares 2010 av Jonathan Ellis och Matt Pfeil. Vid mitten av 2013 hade företaget fått mer än 84 miljoner US-dollar från riskkapitalbolag och satsade på den europeiska marknaden. DataStax rapporterar att de har 400 kunder i 43 olika länder
DataStax tillhandahåller två huvudprodukter:
- DataStax Enterprise den företagscertifierade versionen av Cassandra som är utrustad för tyngre produktionsmiljöer.
- DataStax OpsCenter , är ett verktyg för övervakning och hantering av databaskluster.

## Utmärkelser
Företaget fick under 2013 flera omnämnanden:
- CRN Big Data 100: Data Management
- Business Insider 14 Big Data Startup on the Rise
- DBTA 100: The Companies that Matter Most in Data
- Startup 50, 10 Hottest Big Data Startups – bland de 42 främsta
- 10 Coolest Big Data Products of 2013